# ロバート・マカルピン
ロバート・ユージニアス・マカルピン（Robert Eugenius McAlpine、1862年5月5日 - 1950年2月2日）は、アメリカ南長老ミッションの最初の宣教師である。

## 来歴
1862年アメリカ合衆国アラバマ州アーディスビルに生まれた。サウスウェスタン・プレスビテリアン大学を卒業し、コロンビア大学で学び、1885年（明治18年）12月11日にグリナン宣教師と共に来日する。高知共立学校の教師になり、生徒20人が洗礼を受ける。高知教会の設立にも関わる。
1887年（明治20年）10月7日に米国人宣教師ジェームス・ハミルトン・バラの娘アンナと結婚する。名古屋に移り開拓伝道をする。A・E・ランドルフと協力して、女子教育を行い、金城学院大学の設立に関わる。また、金城教会の設立にも関わる。
1920年（大正9年）高知県須崎に伝道を行う。1927年（昭和2年）には愛知県豊橋に住んで伝道を行う。1932年（昭和7年）6月に引退して、10月1日にアメリカに帰国する。1950年にアメリカで死去する。遺体はヴァージニア州アーリントン国立墓地に眠っている。

## 高知共立学校の卒業生
- 和田三郎
- 萱野長知